# Théorème japonais pour les quadrilatères inscriptibles

Quadrilatère inscrit dans un cercle

En géométrie, le théorème japonais pour les quadrilatères dit que les centres des cercles inscrits des triangles d'un quadrilatère inscriptible sont les sommets d'un rectangle.
En traçant les diagonales du quadrilatère, on obtient quatre triangles (chaque diagonale crée deux triangles). Les centres des cercles inscrits dans ces triangles forment un rectangle.

## Énoncé
Soit {\displaystyle ABCD} un quadrilatère inscriptible quelconque et soient {\displaystyle M_{1},M_{2},M_{3},M_{4}} les centres respectifs des cercles inscrits dans les triangles {\displaystyle ABD,ABC,BCD,ACD}.
Alors le quadrilatère {\displaystyle M_{1}M_{2}M_{3}M_{4}} est un rectangle.
Principe de la démonstration
La démonstration s'appuie sur deux propriétés sur les angles :
- Dans un triangle ABC dont le centre du cercle inscrit est O, l'angle BOC est égal à la moitié de l'angle BAC augmenté d'un angle droit,
- La propriété des angles inscrits pour des points cocycliques

On démontre alors que les points {\displaystyle A,B,M_{1}} et {\displaystyle M_{2}} sont cocycliques, ainsi que {\displaystyle A,D,M_{1}} et {\displaystyle M_{4}}, etc. On prouve alors que l'angle {\displaystyle M_{2}M_{1}M_{4}} est droit en l'écrivant à l'aide des angles{\displaystyle M_{2}M_{1}A} et {\displaystyle M_{4}M_{1}A}.
Prolongement
Ce théorème est une étape dans la démonstration d'un théorème plus général, concernant les rayons des cercles inscrits, le  théorème japonais qui stipule dans le cadre de ce quadrilatère, que la somme des rayons des cercles inscrits de centre {\displaystyle M_{1}} et {\displaystyle M_{3}} est égale à la somme des rayons des cercles inscrits de centres {\displaystyle M_{2}} et {\displaystyle M_{4}}. Pour prouver le cas des quadrilatères inscriptibles, il faut construire le parallélogramme dont les côtés passent par les sommets du rectangle tout en étant parallèles aux diagonales du quadrilatère. On démontre alors que le parallélogramme obtenu est un losange, en se servant des angles alternes-internes et de la cocyclicité des points {\displaystyle A,B,M_{1}} et {\displaystyle M_{2}}, etc. Les distances entre les côtés opposés de ce losange sont donc égales, ce qui revient à dire que la somme des rayons des cercles inscrits tangents à chaque diagonale sont égaux.
Le cas du quadrilatère prouve immédiatement le cas général par la triangulation d'un polygone.